# Renaud
Renaud   (15è districte de París, 11 de maig de 1952) de nom artístic Renaud, és un cantautor que canta en francès. Ha gravat vint-i-tres àlbums i ha venut més de quinze milions de discs.

## Cançó francesa
Als inicis de la seva carrera, els temes de les seves cançons eren més socials; des d'un punt de vista d'esquerres i anarquista criticava la burgesia francesa i les polítiques conservadores. A mesura que va evolucionar, va incorporar a la lluita de classes, l'antimilitarisme i les crítiques al poder establert, altres temes cada cop més personals, com per exemple cançons dedicades als seus pares (Nos Vieux), la seva dona (Danser à Rome, entre d'altres) i la seva filla.
Va començar cantant en francès, i ja des dels seus inicis incorporava cada vegada més paraules i expressions del vocabulari informal de carrer i d'argot de l'hampa. Aquest ús de la llengua en aquesta mena de cançons va representar una innovació a la cançó francesa del moment. En els últims anys de la seva carrera ha incorporat algunes cançons a les quals empra altres llengües (En la selva, en castellà), així com músiques tradicionals irlandeses (Molly Malone) o de diferents cultures de França.

## Altres activitats
Ha participat en algunes pel·lícules, com per exemple l'adaptació de Germinal feta per Claude Berri el 1993 o, més recentment, el 2003, a Wanted, de Brad Mirman. D'altra banda, el 2002 Éric Gréret va dirigir un documental sobre Renaud, titulat Renaud, le Rouge et le Noir. El 1994 va escriure el conte infantil La petite vague qui avait le mal de mer, que ha estat posteriorment traduït i publicat en català.

## Discografia
- 1975: Amoureux de Paname
- 1977: Laisse béton
- 1979: Ma gonzesse
- 1980: Marche à l'ombre
- 1980: Bobino (Live)
- 1981: Le retour de Gérard Lambert
- 1982: Un Olympia pour moi tout seul (Live)
- 1983: Morgane de toi
- 1985: Mistral gagnant
- 1988: Putain de camion
- 1989: Visage pâle rencontrer public (Live)
- 1991: Marchand de cailloux
- 1992: Renaud cante el' nord (Música folk tradicional)
- 1994: A la belle de mai
- 1996: Paris-Province (Live)
- 1996: Renaud chante Brassens
- 2002: Boucan d'enfer
- 2003: Tournée d'enfer (Live)
- 2006: Rouge Sang (Àlbum doble)
- 2009: Molly Malone – Balade irlandaise